# Adam Muto
Adam Muto es un artista estadounidense, conocido por ser director, productor ejecutivo, showrunner, y artista de storyboard, de la serie animada de televisión, Adventure Time, de Cartoon Network.

## Carrera
Muto fue compañero de clases del creador de Adventure Time, Pendleton Ward en CalArts. Cuando Ward estuvo trabajando primero en el piloto de Adventure Time para Frederator Incubator de incubadora Random! Cartoons, Muto le ayudó dibujando accesorios. Finalmente, Muto entró para trabajar en la serie de televisión, sirviendo como artista de storyboard. Durante la primera temporada de la serie, fue compañero de Elizabeth Ito, pero durante la segunda y la tercera temporada, fue compañero de Rebecca Sugar. Durante el año siguiente, fue promovido a director creativo, y a mitad de la quinta temporada, fue promovido a productor supervisor, y luego a coproductor ejecutivo. Actualmente sirve como el showrunner y productor ejecutivo, reemplazando a Ward que dio un paso atrás en algún momento durante la producción de la quinta temporada.

## Reconocimientos
Muto trabajó en Adventure Time, donde ganó el Premio Emmy por el episodio de la segunda temporada, "It Came From the Nightosphere" en 2011, junto con su entonces compañera de storyboard, Rebecca Sugar.

## Filmografía

### Televisión
| Año       | Programa           | Papel |
| --------- | ------------------ | --- |
| 2006–2007 | Random! Cartoons   | Creador del corto "SamSquatch" |
| 2008–18   | Adventure Time     | Escritor de la historia, artista de storyboard, director, director creativo (Temporadas 3–5), supervisor (Temporadas 5–9), productor supervisor (2013–2014), coproductor ejecutivo, productor ejecutivo (Temporadas 6–10), showrunner (Temporadas 5–10) |
| 2018—2023 | Summer Camp Island | Artista adicional del storyboard |